# أبو عبد الله محمد بن علي بن سليمان السطي
أبو عبد الله محمد بن علي بن سليمان السِّطِّيّ هو عالم مسلم وفقيه مالكي من مدينة فاس، وهو من أعلام القرن الثامن هجري (الرابع عشر الميلادي)، وتتلمذ على يديه يحيى بن خلدون، شقيق المؤرخ عبد الرحمن ابن خلدون.
نال السِّطِّيّ تقدير السلطان المريني أبو الحسن، الذي عيّنه أستاذًا في بلاطه، بالإضافة إلى توليه مهام الفتية والخطابة في مناسبات متعددة. في عام 748 هـ (1347 م) رافق السلطان أبو الحسن في رحلته، إلى تونس وأقام بها حتى عام 750 هـ (1349 م)، لكنه توفي في شوال 750 هـ (ديسمبر 1349) بالقرب من دلس، إثر غرق الأسطول المريني بسبب عاصفة بحرية في رحلة عودته. من أبرز أعماله «شرح مختصر الحوفي».

## طالع أيضًا
- أبو الحسن علي بن عثمان
- يحيى بن خلدون